# В'єнна (Нью-Джерсі)
В'єнна (англ. Vienna) — переписна місцевість (CDP) в США, в окрузі Воррен штату Нью-Джерсі. Населення — 881 особа (2020).

## Географія
В'єнна розташована за координатами 40°52′20″ пн. ш. 74°52′21″ зх. д. / 40.87222° пн. ш. 74.87250° зх. д. (40.872247, -74.872519).  За даними Бюро перепису населення США в 2010 році переписна місцевість мала площу 7,60 км², з яких 7,57 км² — суходіл та 0,03 км² — водойми.

## Демографія
Згідно з переписом 2010 року, у переписній місцевості мешкала 981 особа в 331 домогосподарстві у складі 270 родин. Густота населення становила 129 осіб/км².  Було 337 помешкань (44/км²).
Расовий склад населення:
| - 92,6 % — білих - 0,7 % — чорних або афроамериканців - 0,6 % — азіатів - 0,1 % — корінних американців - 3,8 % — осіб інших рас |

До двох чи більше рас належало 2,2 %. Частка іспаномовних становила 5,5 % від усіх жителів.
За віковим діапазоном населення розподілялося таким чином: 26,0 % — особи молодші 18 років, 64,6 % — особи у віці 18—64 років, 9,4 % — особи у віці 65 років та старші. Медіана віку мешканця становила 41,6 року. На 100 осіб жіночої статі у переписній місцевості припадало 108,3 чоловіків;  на 100 жінок у віці від 18 років та старших — 105,1 чоловіків також старших 18 років.
Середній дохід на одне домашнє господарство  становив 128 352 долари США (медіана — 99 211), а середній дохід на одну сім'ю — 135 662 долари (медіана — 136 484). Медіана доходів становила 91 321 долар для чоловіків та 65 821 долар для жінок. За межею бідності перебувало 1,9 % осіб, у тому числі 0,0 % дітей у віці до 18 років та 24,2 % осіб у віці 65 років та старших.
Цивільне працевлаштоване населення становило 442 особи. Основні галузі зайнятості: транспорт — 25,6 %, виробництво — 24,4 %, освіта, охорона здоров'я та соціальна допомога — 14,7 %, роздрібна торгівля — 8,6 %.